# جليد

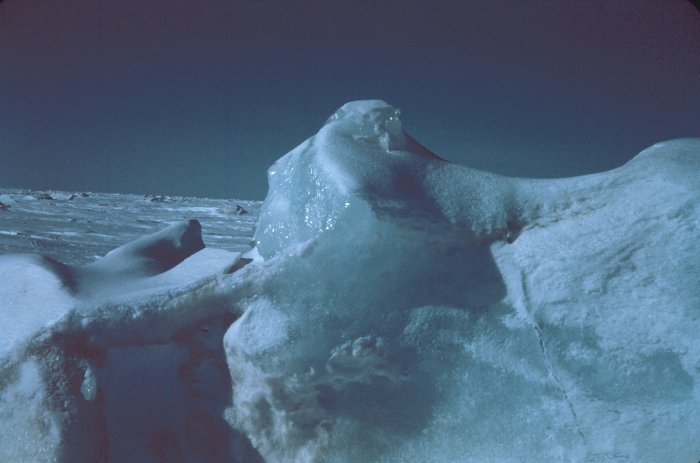
تل من الجليد في المنطقة القطبية

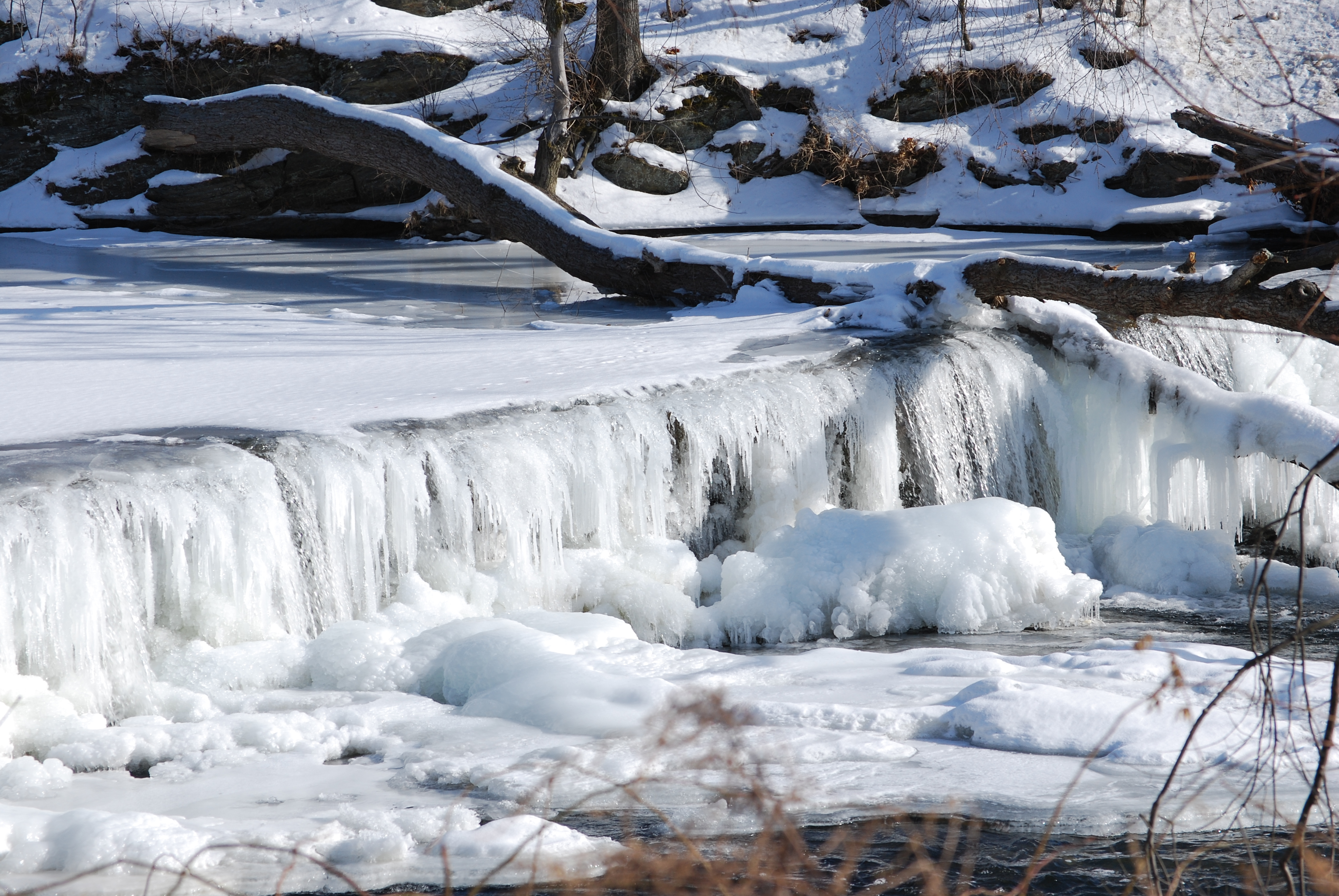
جليد في نيويورك.

الجليد هو الحالة الصلبة المتبلورة غير الفلزية لمادة قد تكون سائلة أو غازية في درجة حرارة الغرفة، ومن الأمثلة عليها الجليد المائي أو جليد الأمونيا. وفي اللغة الإنجليزية كلمة جليد تعني غالباً جليداً مائياً. يتكون الجليد في أي مكان في حال اجتمع وجود ماء وجو بارد، فيتحول الماء ببساطة إلى جليد. ويُمكن أن تتكون أحيانا جبال أو أنهار جليدية أو مجرد أرض متجمدة، وكثيراً ما تتجمد البحيرات (أو بالأحرى أسطح البحيرات، فبالرغم من أن طبقة سميكة من سطح البحيرة تتجمد أحياناً إلى أنه لا يُمكن أن تتجمد بحيرة بالكامل). تقريباً ثلاثة أرباع الماء العذب في العالم مُخزّن على شكل جليد، موزع بين قارة أنتركتيكا وجزيرة غرينلاند والقطب الشمالي وقمم الجبال الشاهقة وفي أماكن أخرى حول العالم.
المحيط المتجمد الشمالي يشغل 7% من مساحة المحيطات على الأرض. وله أهمية ضخمة مناخياً لأنه يعكس معظم الأشعة الشمسية الساقطة عليه. لكن الدلائل المُشاهدة في القطب الشمالي حالياً تدل على أنه يَرقّ ويضمحل بسبب ظاهرة الاحتباس الحراري. ونماذج المحاكاة الحاسوبية تدل على أن الجليد في هذا المحيط سوف يختفي تماماً خلال فصل الصيف (لكنه سوف يعود في الشتاء) بحلول الثمانينيات من هذا القرن.

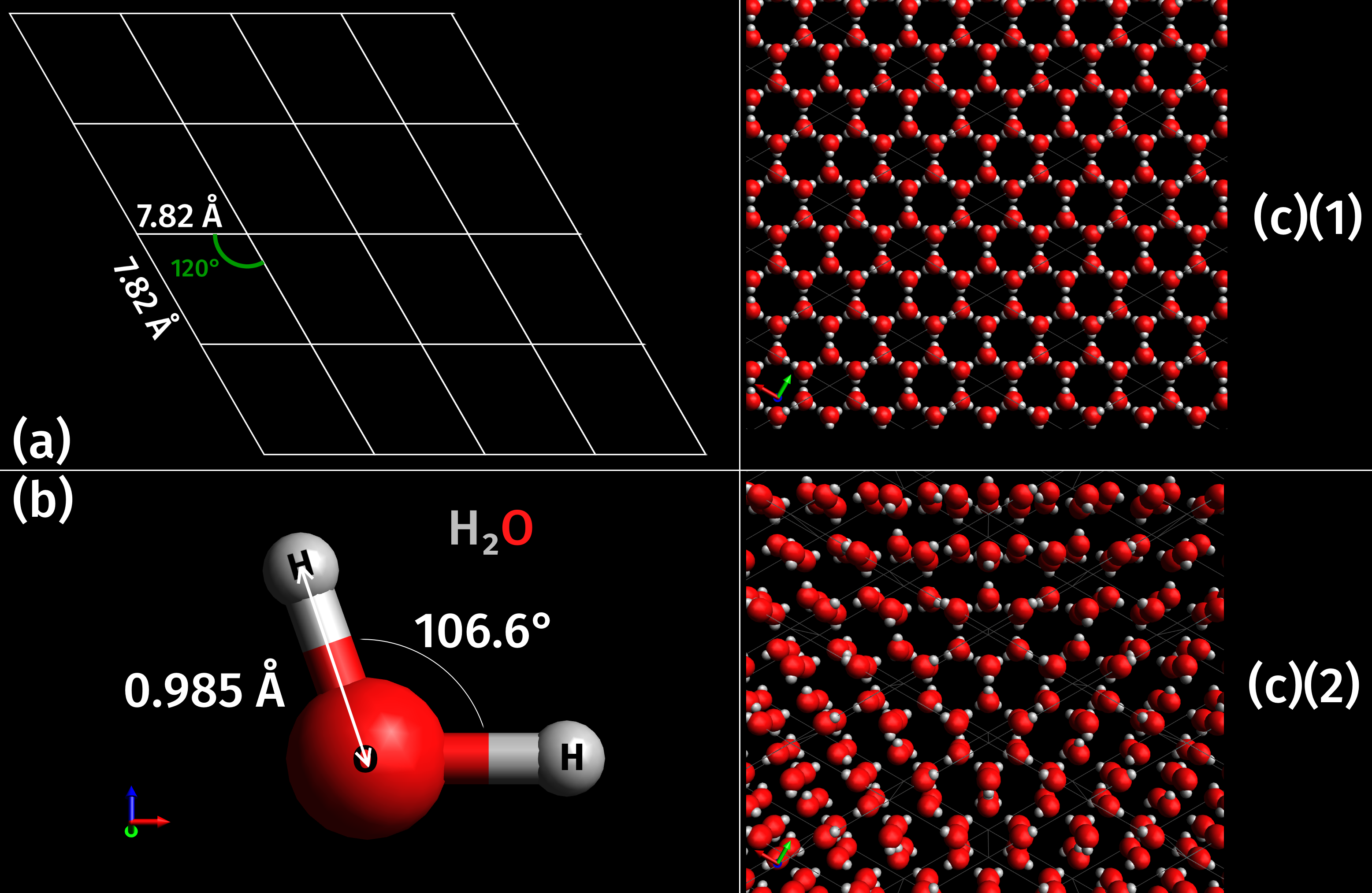
يتكون التركيب البلوري ثلاثي الأبعاد لـ H2O ثلج I_{h} (جـ) من قواعد جزيئات الجليد H2O (ب) الموجودة على نقاط شبكية داخل شبكة الفضاء ثنائية الأبعاد سداسية الأبعاد (أ).

## الخصائص الفيزيائية
نظرًا لكونه مادة صلبة بلورية غير عضوية تحدث بشكل طبيعي مع بنية مرتبة، فإن الجليد يعتبر معدنًا. وهو يمتلك بنية بلورية منتظمة تعتمد على جزيء الماء، والذي يتكون من ذرة أكسجين مفردة مرتبطة تساهميًا بذرتين من الهيدروجين، أو H–O–H. ومع ذلك يتم التحكم في العديد من الخصائص الفيزيائية للماء والجليد عن طريق تكوين روابط هيدروجينية بين ذرات الأكسجين والهيدروجين المتجاورة، في حين أنها رابطة ضعيفة إلا أنها مهمة في التحكم في بنية كل من الماء والجليد.
ومن الخصائص غير المعتادة للماء أن شكله الصلب - الجليد المتجمد عند الضغط الجوي - أقل كثافة بنسبة 8.3٪ من شكله السائل. وهذا يعادل زيادة حجمية بنسبة 9٪.

## الجليد والثلج

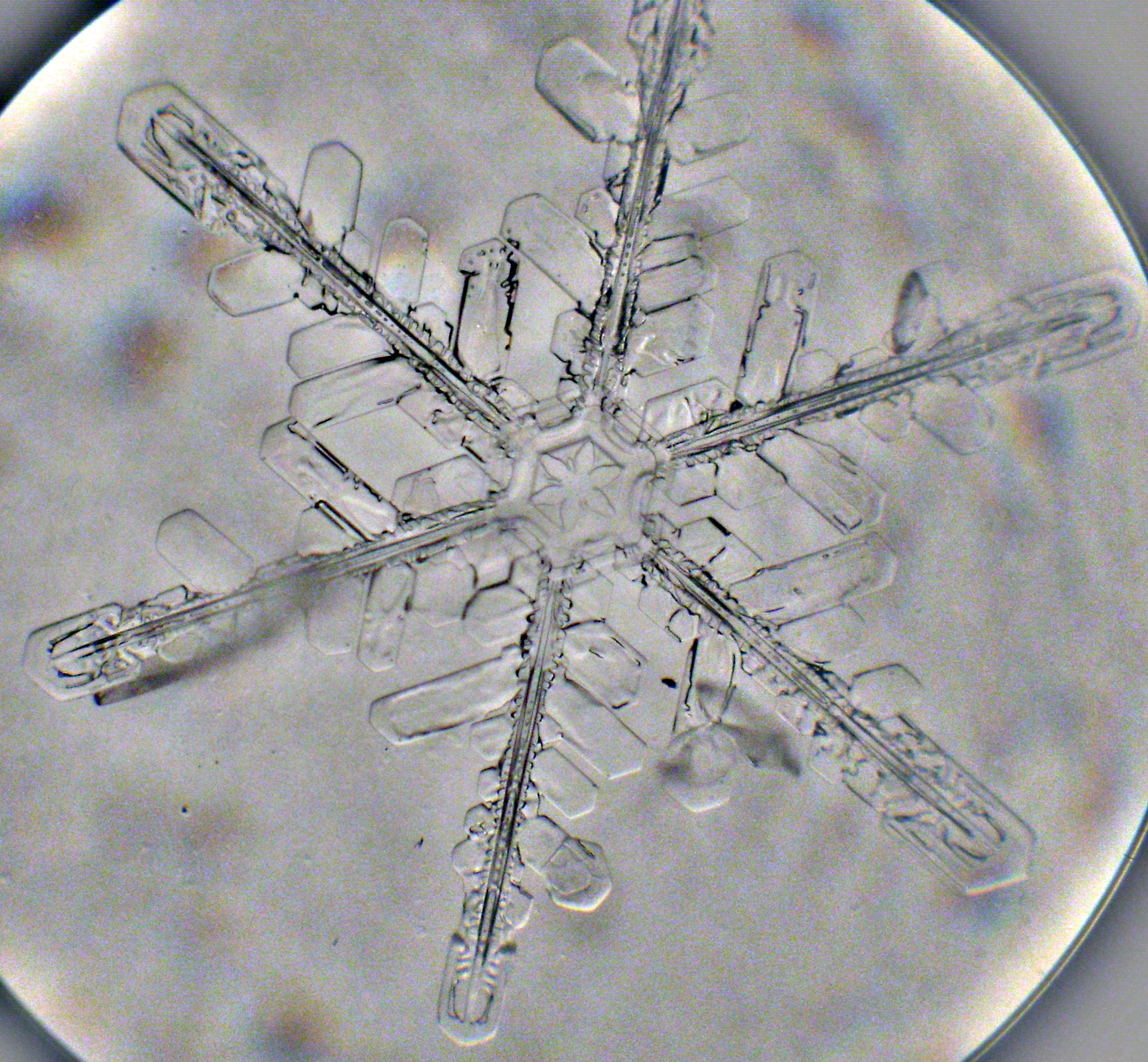
بلورة ثلج.

الفرق بين الجليد والثلج هو أن الثلج عبارة عن بلورات متجمدة كثيرة وهشة، مثل الرمال، وهذا ما يجعل تشكيله على أشكال مختلفة أمراً سهلاً. أما الجليد فهو عبارة عن جسم واحد متماسك وصلب، فالبحيرة المتجمدة مثلاً تكون عبارة عن سطح واحد قاس وكبير، أما كرة الثلج فتكون كتلة من بلورات صغيرة كثيرة. وأيضا من الفروق أن الجليد يتكون في أي جو بارد (حتى داخل الثلاجة)، أما الثلج فلا يُمكن أن يتكون إلا بشكل طبيعي في السحب ثم يسقط إلى الأرض (والأمر يعتمد على الظروف المناخية، فكثيراً ما ينصهر أو يتبخر قبل أن يصل إلى الأرض).

## تشكلات الجليد

### الأنهار الجليدية

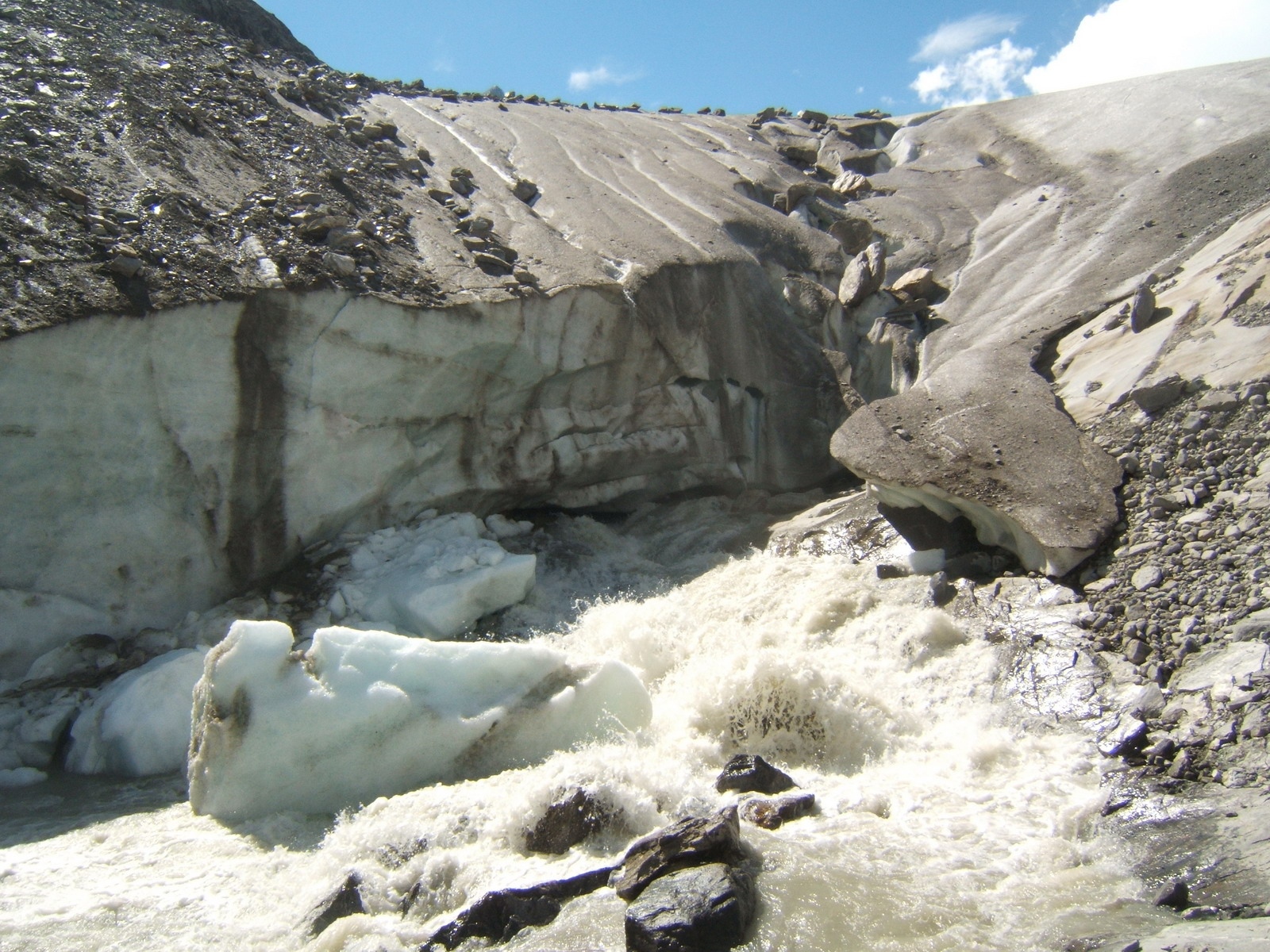
نهر جليدي.

الأنهار الجليدية أو المثالج هي عبارة عن أنهار من الكتل الجليدية تتحرك ببطء شديد من الجبال الشاهقة أو في المناطق القطبية، حيث يتشكل الثلج ومن ثم يُصبح جليداً بسبب درجات الحرارة الشديدة الانخفاض. يبدأ تكون الأنهار الجليدية عندما تهطل ثلوج كثيرة في الشتاء بكميات أكبر من أن تذوب خلال الصيف. فيبدأ الثلج بالتراكم على شكل طبقات، وبسبب تزايد وزن الطبقات العليا تبدأ البلورات الثلجية في الطبقات السفلى بالاندماج مع بعضها. وتدريجياً يبدأ حجمها بالتزايد حتى تتحول إلى كتل جليدية سميكة، تبدأ بالتحرك بتأثير من ضغط وزن الكتل الأخرى الهائل (وغالباً ما تكون قوة الجاذبية هي المساهم الأكبر في تحرك الأنهار الجليدية، حيث تتدفق الأنهار من مناطق عالية إلى أخرى أكثر انخفاضاً). تتحرك الأنهار الجليدية ببطء شديد، حيث تسير معظمها مسافة أقل من 30 سنتيمتراً في اليوم. ولكن بالرغم من ذلك تتحرك أحياناً بعض الأنهار بسرعة أكبر لبضعة سنوات، فبعضها يتحرك خلال فترات لأكثر من 15 متراً في اليوم.

### الجبال الجليدية

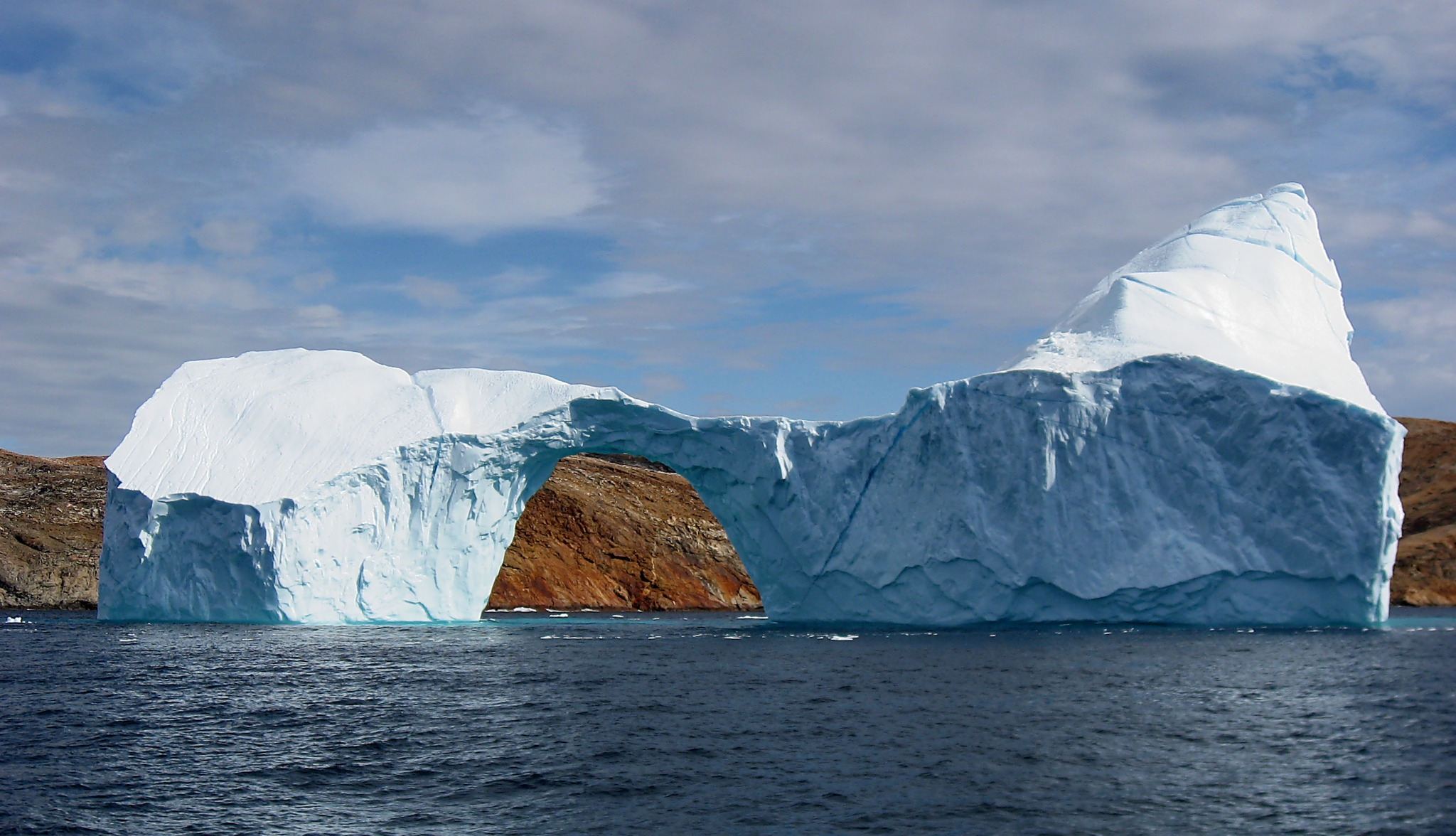
جبل جليدي.

تتكوّن الجبال الجليدية عندما تنفصل كتل جليدية كبيرة في نهاية نهر جليدي (مثلجة) يصب في بحر مفتوح، فتعوم وتنجرف في البحر حتى تذوب بعد ذلك بمدة. الجزء الذي يكون فوق الماء من الجبال الجليدية يتراوح بين سبعها وعشرها، وهذا الجزء منها يذوب بسرعة بسبب تعرضه لضوء الشمس. بينما يبقى الجزء السفلي منها تحت الماء لمدة أطول بكثير قبل أن يذوب. وهذا الجزء يُشكل تهديدا كبيراً للسفن لعدم إمكانية رؤيته، فيُمكن أن يُسبب اصطدام السفينة بجبل جليدي غرقها كما حدث مع سفينة التايتنك الشهيرة. ومنذ حادثة غرق التايتنك أصبحت هناك العديد من الدوريات المتخصصة بمراقبة الجبال الجليدية وإعطاء تقارير وتنبيهات عنها للسفن المُبحرة في المنطقة.

### البَرَد

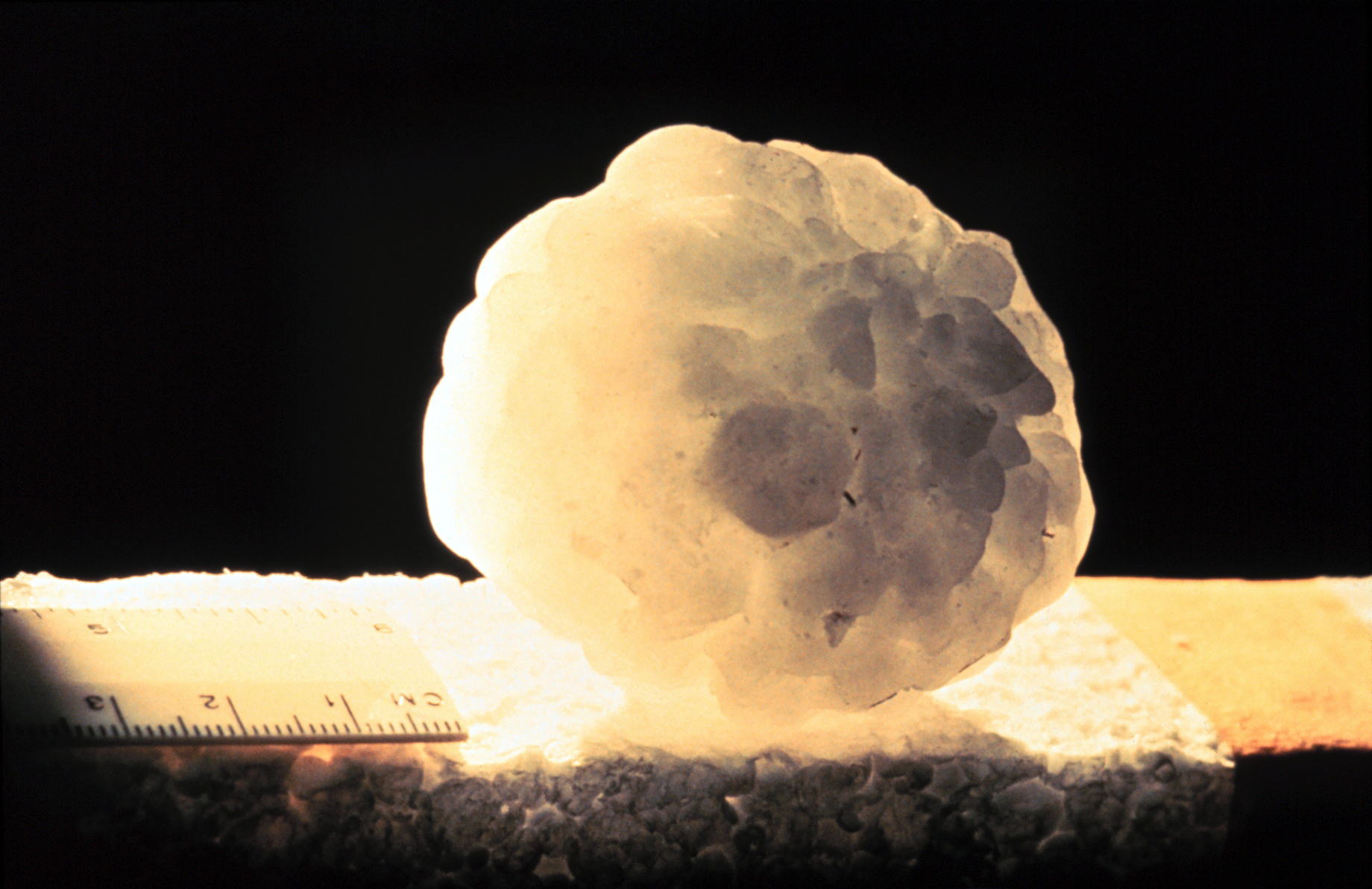
حبة برد يبلغ قطرها 6 سم.

البَرَد هو عبارة عن حُبيبات جليدية يتراوح حجمها عموما بين حجم حبة البازلاء والبرتقالة، ويبلغ متوسط قطرها 2.5 سم. يكون البرد في البداية عبارة عن قطرات مطر في السحب، تبدأ هذه القطرات بالتجمد مُشكلة ما يُعرف بـ«جنين البرد». ويتحرك هذا الجنين مع الرياح بين السحب وينمو، حيث أنه عندما تلامس قطرات مطر غير متجمدة حرارتها تحت درجة الصفر المئوية جنين البرد تتجمد وتندمج معه. تظل حبيبات البرد هذه في السحب طالما بقيت ضمن تيار هوائي صاعد للأعلى أو بقي وزنها خفيفاً بحيث يستطيع التيار حملها، لكن إن ثقل وزنها أو خرجت عن التيار فحينها سوف تسقط إلى الأرض. وتُسبب حبات البَرَد أضرارا للمزروعات والسيارات وغيرها حين تهطل.

## الجليد الخليط
الجليد الخليط (Jumble ice) عبارة عن ظاهرة تحدث عندما يكون الجليد فوق أو في أعلى النهر أو أعلى أي جسم متدفق آخر من كسور المياه وذلك بسبب اختلاف معدلات التدفق تحت الجليد. على بحيرة أو بركة أو أي هيئة ثابتة أخرى من الماء، فإن الجليد يتكون من دون عوائق وعامة لا يتحرك طالما يكون سطح المياه الكامل متجمدا. فعندما يتجمد النهر، فإن تدفق المياه عادة ما يستمر تحت الجليد ممارسا ضغوطاً عليه. وإذا تكسر أو تجزأ الجليد، فإن قطع من الجليد الممزق المحرر بواسطة تيارات النهر سوف تصطدم مع قطع ثابتة أو متحركة ببطء. وبعدما يصبح عالقاً في مكان ما، فإن الأجزاء الخفيفة من الجليد يعاد تجمدها بصورة غير منتظمة مما يتسبب في تكون سطح خشن أو مختلط.
بشكل عام، كلما زادت سرعة تدفق المياه تحت الجليد، كلما زاد ذلك ترجيح تكون الجليد الخليط. وأيضا درجات الحرارة القريبة من نقطة التجمد تميل إلى تكوين الجليد المختلط، وذلك لأن درجات الحرارة الأعلى تُضعف التكوينات الجليدية مما يسمح للمزيد من القطع أو الأجزاء لكي تتجول بشكل حر قبل إعادة تجمدها. نهر يوكون في ولاية ألاسكا غالبا ما يظهر الجليد الخليط أثناء فصل الشتاء.
يعتبر الجليد الخليط خطر على المسافرين شتاءً وذلك لأن الأرض المكسورة التي تتشكل عن طريق الجليد الخليط يمكن أن تتسبب في حوادث لآلات التزحلق على الجليد أو إصابات للكلاب الزلاجة.

## الجليد في النظام الشمسي

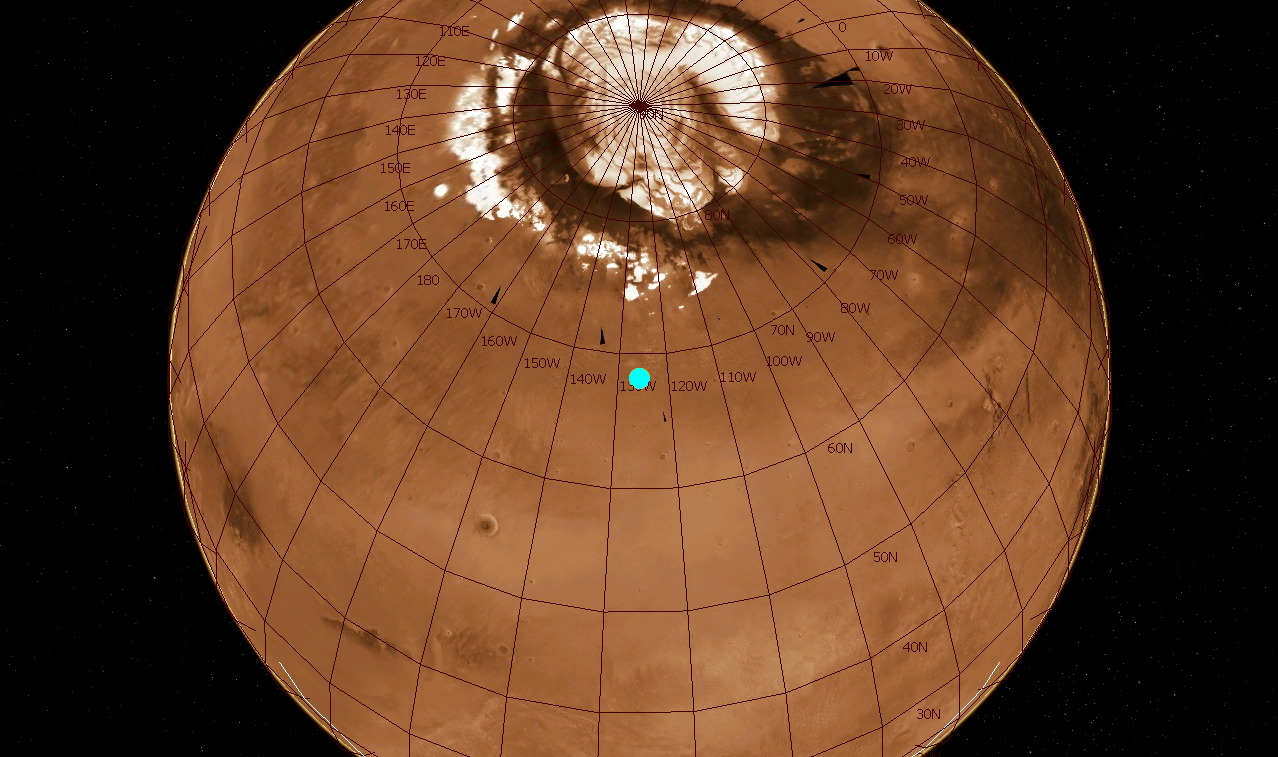
خريطة للمريخ يظهر فيها أحد قطبيه المتجمّدين.

يتركز الجليد على الأرض في قطبيها، لكنه مع ذلك ينتشر في أماكن كثيرة فيها خاصة في الأماكن المرتفعة. وهو لا يُوجد على الأرض فقط، بل هو موجود أيضاً في أماكن كثيرة في النظام الشمسي. ففي عام 2009 اكتشف أن الجليد متواجد على القمر، حيث أن هناك فوهات عميقة جداً على سطح القمر بحيث لا يستطيع ضوء الشمس الوصول إليها أبداً. ولذلك فتكون درجة الحرارة منخفضة جداً فيها بحيث تسمح ببقاء الجليد في حالته الصلبة (والذي أتى على الأرجح من المذنبات والنيازك التي اصطدمت بالقمر). وحتى على عطارد، أقرب الكواكب إلى الشمس والذي تصل درجة الحرارة فيه أحياناً إلى 800ْ مئوية يوجد جليد. وهو كما في القمر، يوجد في قعر الفوهات العميقة التي لا يصل إليها ضوء الشمس. وفي بعض هذه الفوهات تصل درجة الحرارة إلى 300ْ مئوية تحت الصفر، مما يجعل الجليد يُحفظ جيداً بالحالة الصلبة.
أما على المريخ فيوجد قطبان متجمدان كما هي الحال على الأرض، ولذلك فهو يحتوي على كميات ضخمة من الجليد. وغير القطبين، يُعتقد أنه تحت سطح المريخ بأقل من متر توجد طبقة كاملة من الجليد. وقد اكتشف الجليد فعلاً في عدة أماكن على المريخ. وأيضا سطح قمر المشتري أوروبا يتكون من الجليد. ويُعتقد أن طبقة الجليد التي تغطي سطحه يبلغ سمكها كيلومتراً في أرق أماكنها. ويُعتقد أيضا أنه يوجد بحر دافئ من المياه ربما يحوي بعض أشكال الحياة تحت هذه الطبقة.

صورة متحركة لمذنب يخلّف وراءه ذيلاً انصهر منه.

أما في النظام الشمسي الخارجي، فمعظم الأجرام هي عبارة عن جليد أساساً (بالرغم من أنه ليس بالضرورة جليد ماء). ففي درجة الحرارة شديدة الانخفاض على أطراف النظام الشمسي يُمكن للجليد أن يُحفظ في الحالة الصلبة، لكن تلك الأجرام سوف تنصهر وتتبخر على الفور إذا ما اقتربت من الشمس. وهذا الأمر يَنطبق على أجرام حزام كويبر وسحابة أورت. ونتيجة لهذا فإن المذنبات (والتي تأتي من سحابة أورت، مصدر المذنبات في النظام الشمسي) تملك ذيولاً خلفها دائما، لأنها أجرام جليدية، فعندما تقترب من الشمس وتبدأ درجة الحرارة حولها بالارتفاع تبدأ في الانصهار مُشكّلة ذيولاً خلفها وهي ما يميزها عن الكويكبات. ويُعتقد أن هذه المذنبات التي تأتي من أطراف النظام الشمسي هي مصدر الجليد على الأرض وغيرها من أجرام النظام الشمسي. وهذه المذنبات جليدية لأن القرص الكوكبي الذي تشكلت منه كان يتألف بشكل رئيسي من الجليد.

## استئصال الجليد
يشير اجتثاث الجليد إلى ذوبانه وانحلاله.
يصف الانصهار المحيط الجديد انتقال الطور من الحالة الصلبة إلى السائلة.
إذابة الجليد يعني كسر الروابط الهيدروجينية بين جزيئات الماء. إذ ينهار ترتيب الجزيئات في المادة الصلبة إلى حالة أقل تنظيماً وتذوب المادة الصلبة لتصبح سائلة. ويتم تحقيق ذلك عن طريق زيادة الطاقة الداخلية للجليد إلى ما بعد نقطة الانصهار. عندما يذوب الجليد فإنه يمتص قدرًا من الطاقة بقدر ما هو مطلوب لتسخين كمية مكافئة من الماء بمقدار 80 درجة مئوية. أثناء الذوبان تظل درجة حرارة سطح الجليد ثابتة عند 0 درجة مئوية. تعتمد سرعة عملية الذوبان على كفاءة عملية تبادل الطاقة. يذوب سطح الجليد في الماء العذب فقط عن طريق الحمل الحراري الحر بسرعة تعتمد خطيًا على درجة حرارة الماء T∞ ، عندما تكون T∞ أقل من 3.98 درجة مئوية، وبشكل فائق الخطي عندما تكون T∞ تساوي أو تزيد عن 3.98 درجة مئوية، مع المعدل الذي يتناسب مع (T∞ - 3.98 درجة مئوية) α، مع α = 5/3 لـ T∞ أكبر بكثير من 8 درجات مئوية، و α = 4/3 بين درجات الحرارة T∞.
في الظروف المحيطة المالحة، غالبًا ما يؤدي الانحلال بدلاً من الذوبان إلى اجتثاث الجليد. فعلى سبيل المثال تكون درجة حرارة المحيط المتجمد الشمالي عمومًا أقل من درجة انصهار الجليد البحري المتلاشي. إذ يتم تحقيق الانتقال من الحالة الصلبة إلى الحالة السائلة عن طريق خلط الملح وجزيئات الماء، على غرار إذابة السكر في الماء على الرغم من أن درجة حرارة الماء أقل بكثير من نقطة انصهار السكر. ومن ثم فإن معدل الذوبان محدود بنقل الملح في حين أن الذوبان يمكن أن يحدث بمعدلات أعلى بكثير والتي تعتبر مميزة لانتقال الحرارة.

## دور الجليد في الأنشطة البشرية
استخدم البشر الجليد للتبريد وحفظ الطعام لعدة قرون، معتمدين على حصاد الجليد الطبيعي بأشكال مختلفة ثم الانتقال إلى الإنتاج الميكانيكي للمادة. ويمثل الجليد أيضًا تحديًا للنقل بأشكال مختلفة، وبيئة للرياضات الشتوية.

### تبريد
لطالما تم تقييم الجليد كوسيلة للتبريد. إيران في عام 400 قبل الميلاد، هناك كان المهندسون الفارسيون قد أتقنوا بالفعل تقنية تخزين الجليد في منتصف الصيف في الصحراء. فقد تم جلب الجليد خلال فصول الشتاء من الجبال المجاورة بكميات كبيرة، وتم تخزينه في ثلاجات مصممة خصيصًا ومبردة بشكل طبيعي، تسمى يخجال (بمعنى تخزين الثلج). كانت هذه مساحة كبيرة تحت الأرض (تصل إلى 5000 م 3) ذات جدران سميكة (على الأقل مترين في القاعدة) مصنوعة من ملاط (مونة إسمنت) خاص يسمى صاروج، يتكون من الرمل والطين وبياض البيض والجير وشعر الماعز والرماد بنسب محددة، والتي كانت معروفة بمقاومتها لانتقال الحرارة. وكان يُعتقد أن هذا الخليط لا يمكن اختراقه بالماء كلياً. وغالبًا ما كان الفضاء متاحًا للوصول إلى القناة، وغالبًا ما يحتوي على نظام من مصدات الرياح التي يمكن أن تؤدي بسهولة إلى خفض درجات الحرارة داخل المكان إلى مستويات شديدة البرودة في أيام الصيف. وقد تم استخدام الجليد لتبريد الأطعمة من أجل الملوك.

#### الحصاد

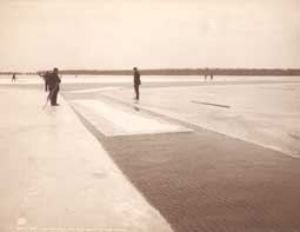
حصاد الجليد على بحيرة سانت كلير في ميتشيغان ج. 1905

كانت هناك صناعات مزدهرة في إنجلترا في القرنين السادس عشر والسابع عشر، حيث غمرت المياه المناطق المنخفضة على طول مصب نهر التايمز خلال فصل الشتاء، وتم حصاد الجليد في عربات وتخزينه بين الفصول في منازل خشبية معزولة كإمداد لمثلج (منزل الثلج) يقع غالبًا في منازل البلدات الكبيرة، وتستخدم على نطاق واسع للحفاظ على الأسماك طازجة عند صيدها في المياه البعيدة. ويُزعم أن هذا تم نسخه من قبل رجل إنجليزي شاهد نفس النشاط في الصين. تم استيراد الجليد إلى إنجلترا من النرويج على نطاق واسع في وقت مبكر من عام 1823.
في الولايات المتحدة تم إرسال أول شحنة من الجليد من مدينة نيويورك إلى تشارلستون بولاية ساوث كارولينا في عام 1799، وبحلول النصف الأول من القرن التاسع عشر أصبح حصاد الجليد تجارة كبيرة. وعمل فريدريك تيودور الذي أصبح يُعرف باسم «ملك الجليد» على تطوير منتجات عزل أفضل لشحن الجليد لمسافات طويلة، خاصة إلى المناطق الاستوائية، وأصبح هذا معروفًا باسم تجارة الجليد.
أرسلت تريستي الجليد إلى مصر وكورفو وزانتي، وأرسلتها سويسرا إلى فرنسا، وكانت ألمانيا تزود في بعض الأحيان من البحيرات البافارية. واستخدم مبنى البرلمان المجري الجليد الذي تم حصاده في الشتاء من بحيرة بالاتون لتكييف الهواء.
تم استخدام البيوت الجليدية لتخزين الجليد المتكون في الشتاء؛ وذلك لتوفير الثلج طوال العام، وكانت الثلاجات المبكرة تُعرف باسم صناديق الثلج، لأنها كانت تحتوي على كتلة من الجليد. وفي العديد من المدن لم يكن من غير المعتاد وجود خدمة توصيل جليد منتظمة خلال فصل الصيف. ومنذ ذلك الحين أدى ظهور تقنية التبريد الاصطناعي إلى تقادم عملية تسليم الثلج.
لا يزال يتم حصاد الجليد لأحداث نحت الجليد والثلج. فعلى سبيل المثال يتم استخدام منشار سوينغ للحصول على الجليد لمهرجان هاربين الدولي للجليد والثلج كل عام من السطح المتجمد لنهر سونغهوا.

#### الإنتاج الميكانيكي

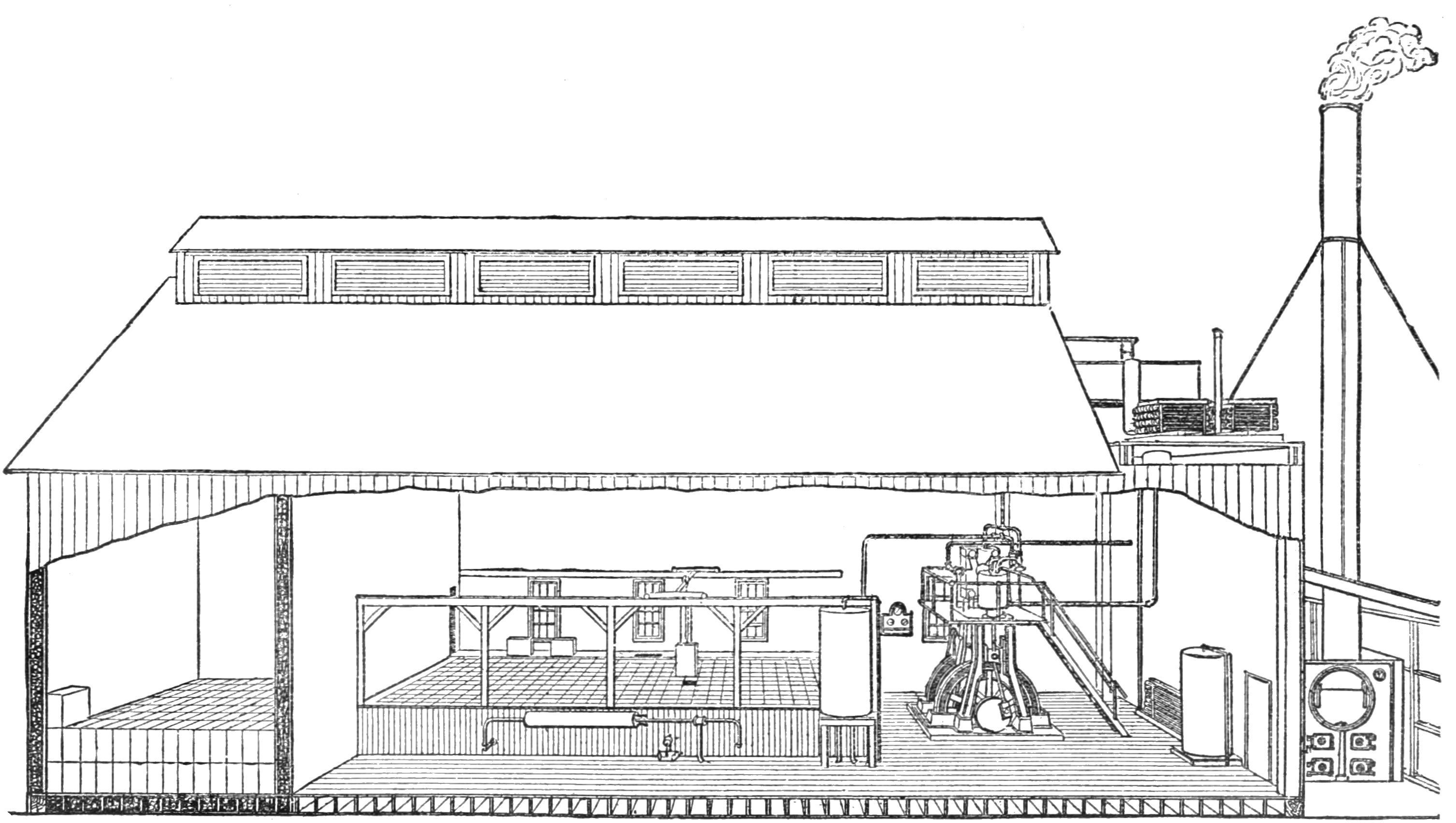
تصميم لمصنع ثلج من أواخر القرن التاسع عشر

يتم الآن إنتاج الثلج على نطاق صناعي؛ لاستخدامات تشمل تخزين الأغذية ومعالجتها، والتصنيع الكيميائي، وخلط الخرسانة ومعالجتها، والثلج المستهلك أو المعبأ. تنتج معظم صانعات الثلج التجارية ثلاثة أنواع أساسية من الجليد المجزأ: رقائق وأنبوبي وصفيحة، باستخدام مجموعة متنوعة من التقنيات. إذ يمكن لآلات تصنيع الثلج بكميات كبيرة إنتاج ما يصل إلى 75 طنًا من الثلج يوميًا. ففي عام 2002 كان هناك 426 شركة تجارية لصنع الثلج في الولايات المتحدة، بقيمة إجمالية للشحنات 595487000 دولار. ويمكن للثلاجات المنزلية أيضًا صنع الثلج باستخدام صانع ثلج مدمج، والذي يصنع عادةً مكعبات ثلج أو ثلج مجروش. وغالبًا ما تسمى وحدات صنع الثلج المستقلة التي تصنع مكعبات الثلج آلات الثلج.

### تأثير الجليد على وسائل النقل
يمكن أن يشكل الجليد تحديات أمام النقل الآمن برًا وبحرًا وجوًا.

#### السفر البري

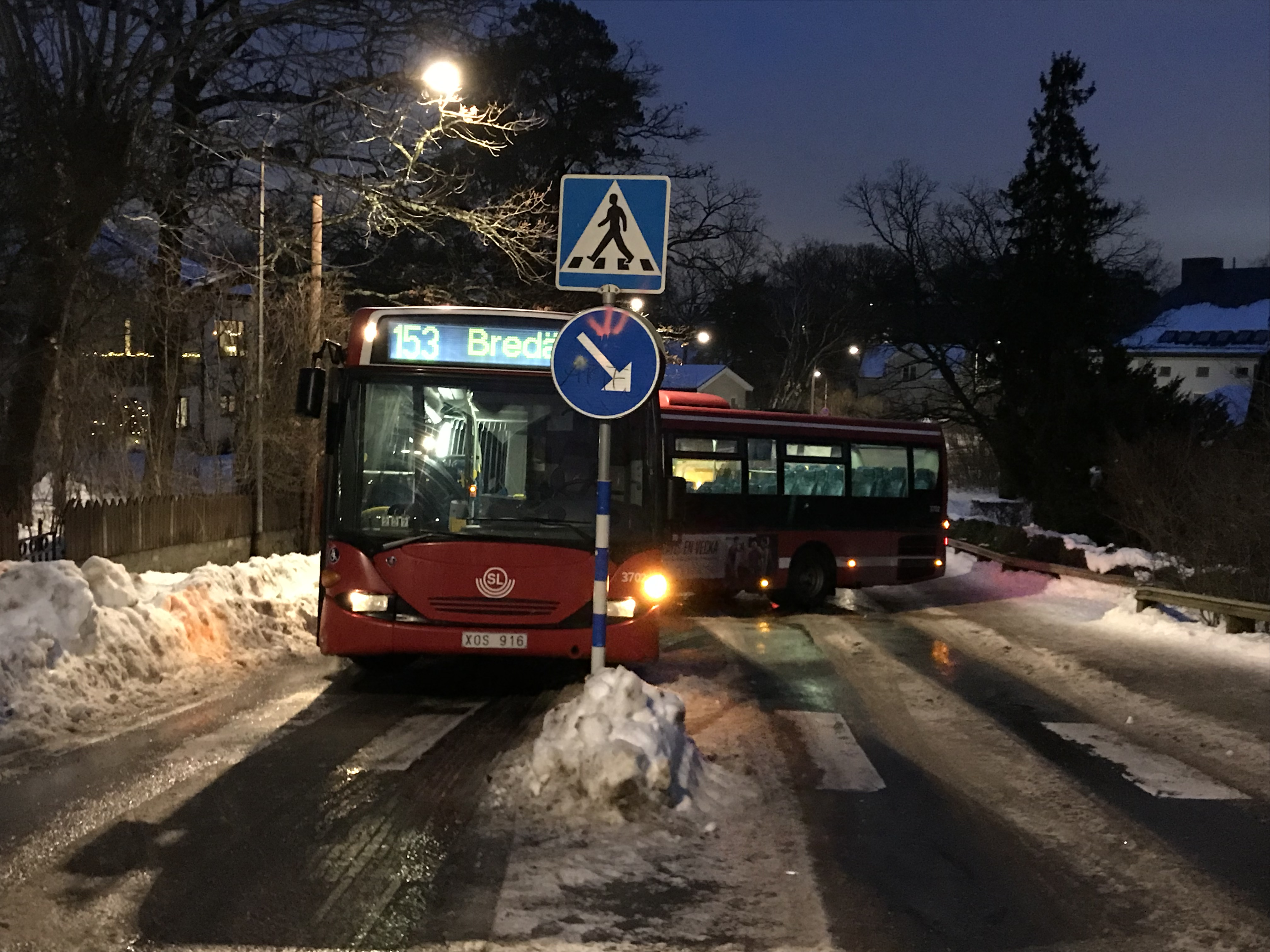
فقدان السيطرة أثناء القيادة على الجليد بواسطة حافلة مفصلية

يشكل تشكل الجليد على الطرق خطرًا خطيرًا في فصل الشتاء. إذ يصعب رؤية الجليد الأسود؛ لأنه يفتقر إلى السطح الأشيب الفاتر المتوقع. فعندما يكون هناك مطر متجمد أو ثلوج تحدث عند درجة حرارة قريبة من نقطة الانصهار، فمن الشائع أن يتراكم الجليد على نوافذ المركبات. وتتطلب القيادة بأمان إزالة الجليد المتراكم. فكاشطات الثلج هي أدوات مصممة لكسر الجليد وتنظيف النوافذ، على الرغم من أن إزالة الجليد يمكن أن تكون عملية طويلة وشاقة.
بعيدًا بما يكفي تحت نقطة التجمد، يمكن أن تتكون طبقة رقيقة من بلورات الجليد على السطح الداخلي للنوافذ. ويحدث هذا عادةً عندما تُترك السيارة بمفردها بعد قيادتها لفترة من الوقت، ولكن يمكن أن يحدث أثناء القيادة إذا كانت درجة الحرارة الخارجية منخفضة بدرجة كافية. والرطوبة من أنفاس السائق هي مصدر الماء للبلورات. إنه لمن المزعج إزالة هذا النوع من الجليد؛ لذلك غالبًا ما يفتح الناس نوافذهم قليلاً عندما تكون السيارة متوقفة للسماح للرطوبة بالتبدد، وأصبح من الشائع الآن أن يكون لدى السيارات مزيلات الصقيع في النوافذ الخلفية لحل المشكلة. ويمكن أن تحدث مشكلة مماثلة في المنازل، وهذا أحد الأسباب التي تجعل العديد من المناطق الباردة تتطلب نوافذ مزدوجة الألواح للعزل.
عندما تظل درجة الحرارة الخارجية أقل من درجة التجمد لفترات طويلة، يمكن أن تتكون طبقات سميكة جدًا من الجليد على البحيرات والأجسام المائية الأخرى، على الرغم من أن الأماكن التي تتدفق فيها المياه تتطلب درجات حرارة أكثر برودة. ويمكن أن يصبح الجليد سميكًا بدرجة كافية للقيادة عليه بالسيارات والشاحنات. لكن يتطلب القيام بذلك بأمان أن يكون سمك الجليد لا يقل عن 30 سم (قدم واحدة).

#### السفر عن طريق المياه

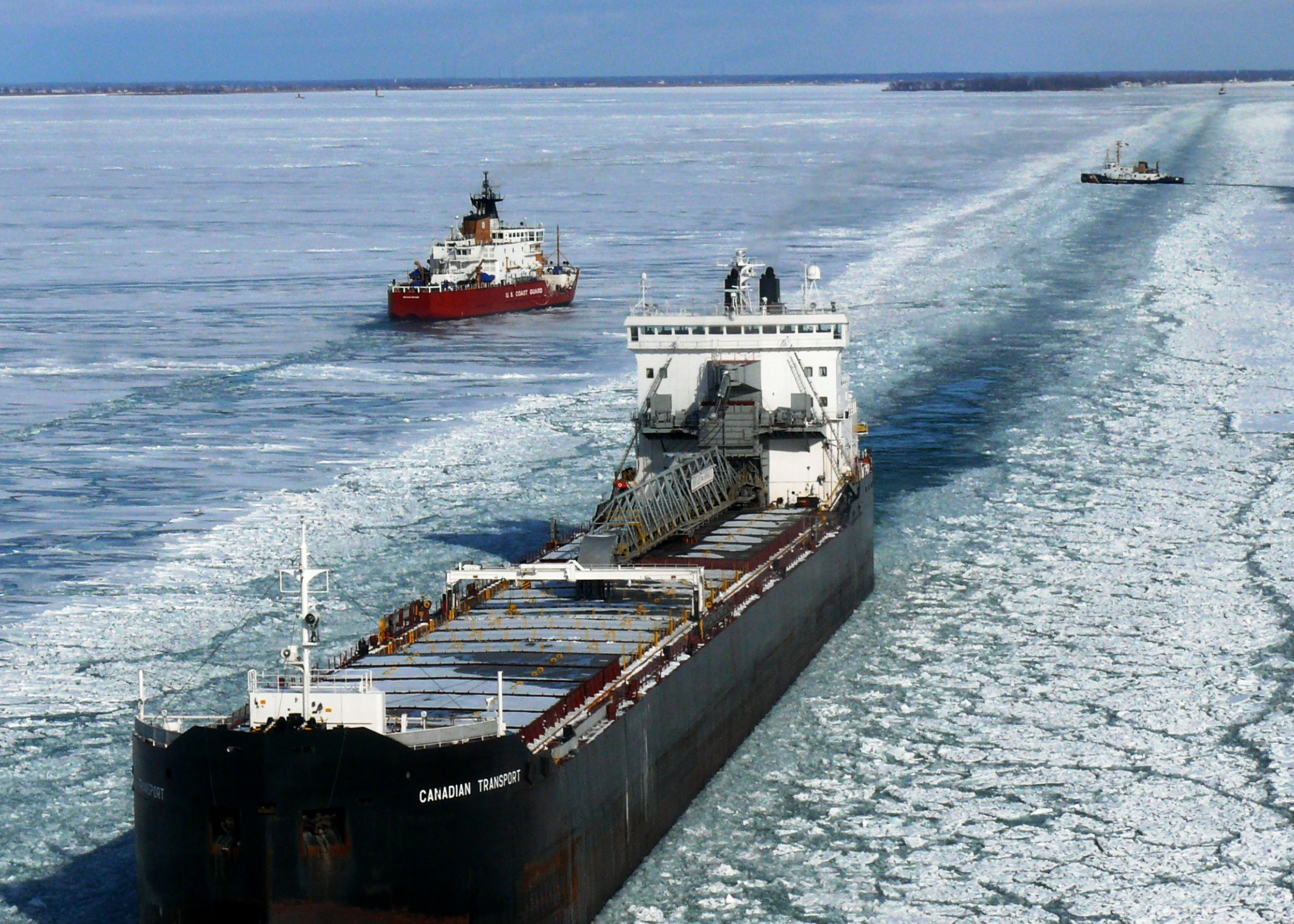
قناة عبر الجليد لحركة مرور السفن على بحيرة هورون مع وجود كاسحات الجليد في الخلفية

بالنسبة للسفن يمثل الجليد خطرين متميزين. إذ يمكن أن ينتج عن المطر المتجمد والرشاش تراكم للجليد على البنية الفوقية للسفينة بما يكفي لجعلها غير مستقرة، ويتطلب قطعها أو صهرها بخراطيم البخار. والجبال الجليدية -كتل كبيرة من الجليد تطفو في الماء (تنشأ عادة عندما تصل الأنهار الجليدية إلى البحر)- يمكن أن تكون خطيرة إذا صدمتها سفينة أثناء سيرها. وقد كانت الجبال الجليدية مسؤولة عن غرق العديد من السفن وأشهرها تيتانيك. وبالنسبة للموانئ القريبة من القطبين، فإن خلوها من الجليد يعد ميزة مهمة. من الناحية المثالية طوال العام. ومن الأمثلة على ذلك مورمانسك (روسيا) وبتسامو (روسيا وفنلندا سابقًا) وفاردو (النرويج). ويتم فتح الموانئ غير الخالية من الجليد باستخدام كاسحات الجليد.

#### السفر جوًا

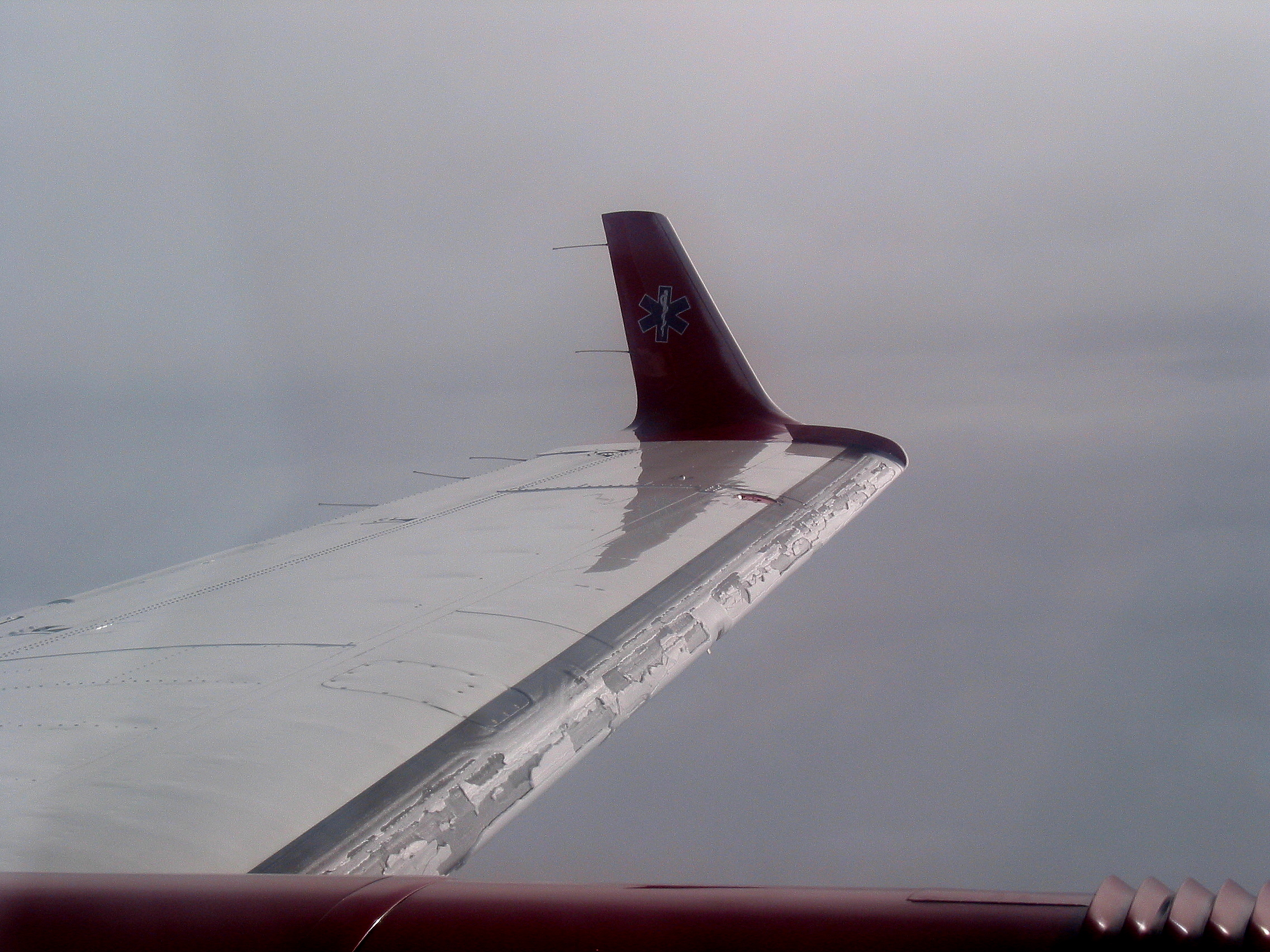
جليد الصقيع على الحافة الأمامية لجناح الطائرة، وقد تم إطلاقه جزئيًا بواسطة الحذاء الأسود الهوائي.

بالنسبة للطائرات يمكن أن يتسبب الجليد في عدد من المخاطر. فعندما تتسلق الطائرة فإنها تمر عبر طبقات الهواء بدرجات حرارة ورطوبة مختلفة، وقد يؤدي بعضها إلى تكوين الجليد. فإذا تشكل الجليد على الأجنحة أو أسطح التحكم، فقد يؤثر ذلك سلبًا على خصائص الطيران للطائرة. فخلال الرحلة الأولى التي كانت بدون توقف عبر المحيط الأطلسي، واجه الطياران البريطانيان الكابتن جون ألكوك والملازم آرثر ويتن براون مثل هذه الظروف المتجمدة -غادر براون قمرة القيادة وصعد إلى الجناح عدة مرات لإزالة الجليد الذي كان يغطي مآخذ هواء المحرك في طائرة فيكرز فيمي التي كانوا يحلقون بها.
إحدى نقاط الضعف المتأثرة بالجليد المرتبط بمحركات الاحتراق الداخلي التبادلية هي المكربن. فعندما يمتص الهواء من خلال المكربن إلى المحرك، ينخفض ضغط الهواء المحلي، مما يؤدي إلى تبريد ثابت الحرارة. وبالتالي في الظروف الرطبة القريبة من التجمد، سيكون المكربن أكثر برودة ويميل إلى التجمد. وسيؤدي ذلك إلى منع إمداد المحرك بالهواء، مما يؤدي إلى تعطله. ولهذا السبب يتم تزويد المحركات الترددية للطائرات مع المكربن بسخانات سحب الهواء المكربن. وأدى الاستخدام المتزايد لحقن الوقود -الذي لا يتطلب مكربنًا- إلى تقليل مشكلة «تثليج الكربوهيدرات» للمحركات الترددية.
لا تعاني المحركات النفاثة من تجمد الكربوهيدرات، لكن الأدلة الحديثة تشير إلى أنه يمكن إبطاءها أو إيقافها أو إتلافها بسبب الجليد الداخلي في أنواع معينة من الظروف الجوية بسهولة أكبر بكثير مما كان يُعتقد سابقًا. وفي معظم الحالات يمكن إعادة تشغيل المحركات بسرعة فلا تتعرض الرحلات الجوية للخطر، ولكن يستمر البحث لتحديد الظروف الدقيقة التي تنتج هذا النوع من الجليد، وإيجاد أفضل الطرق لمنعه أو عكسه أثناء الطيران.

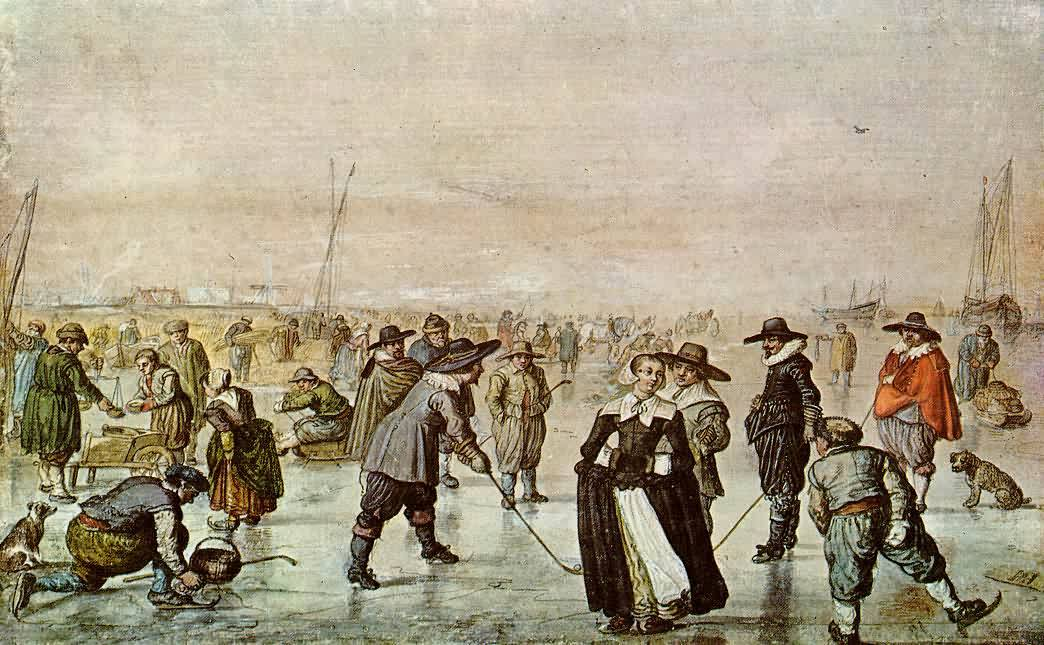
متعة التزلج للرسام الهولندي من القرن السابع عشر هندريك أفركامب

### الترفيه والرياضة
يلعب الجليد أيضًا دورًا مركزيًا في الترفيه الشتوي وفي العديد من الرياضات مثل التزلج على الجليد والسياحة أو التجول على الجليد وهوكي الجليد والباندي والصيد على الجليد وتسلق الجليد والكرلنج وكرة المكنسة وسباق الزلاجات على المزلقة والزحافات وسباق الزلاجات الصدرية. إذ تحظى العديد من الرياضات المختلفة التي تُلعب على الجليد باهتمام دولي كل أربع سنوات خلال دورة الألعاب الأولمبية الشتوية.
نوع من المراكب الشراعية على شفرات يؤدي إلى ركوب اليخوت على الجليد. هناك رياضة أخرى هي سباق الجليد، حيث يجب على السائقين الإسراع على جليد البحيرة، مع التحكم أيضًا في انزلاق سيارتهم (يشبه في بعض النواحي سباقات المضمار الترابي). وقد تم تعديل الرياضة حتى لساحات التزلج على الجليد.

### استخدامات أخرى

#### كصابورة حرارية
- يستخدم الجليد لتبريد الطعام وحفظه في صناديق الثلج.
- يمكن استخدام مكعبات الثلج أو الثلج المجروش لتبريد المشروبات. إذ عندما يذوب الثلج يمتص الحرارة ويحافظ على المشروب بالقرب من 0 درجة مئوية (32 درجة فهرنهايت).
- يمكن استخدام الثلج كجزء من نظام تكييف الهواء، باستخدام مراوح تعمل بالبطارية أو بالطاقة الشمسية لتفجير الهواء الساخن فوق الجليد. هذا مفيد بشكل خاص أثناء موجات الحرارة عند انقطاع التيار الكهربائي وحين لا تعمل مكيفات الهواء القياسية (التي تعمل بالكهرباء).
- يمكن استخدام الثلج (مثل الكمادات الباردة الأخرى) لتقليل التورم (عن طريق تقليل تدفق الدم) والألم عن طريق الضغط به على منطقة من الجسم.[20]

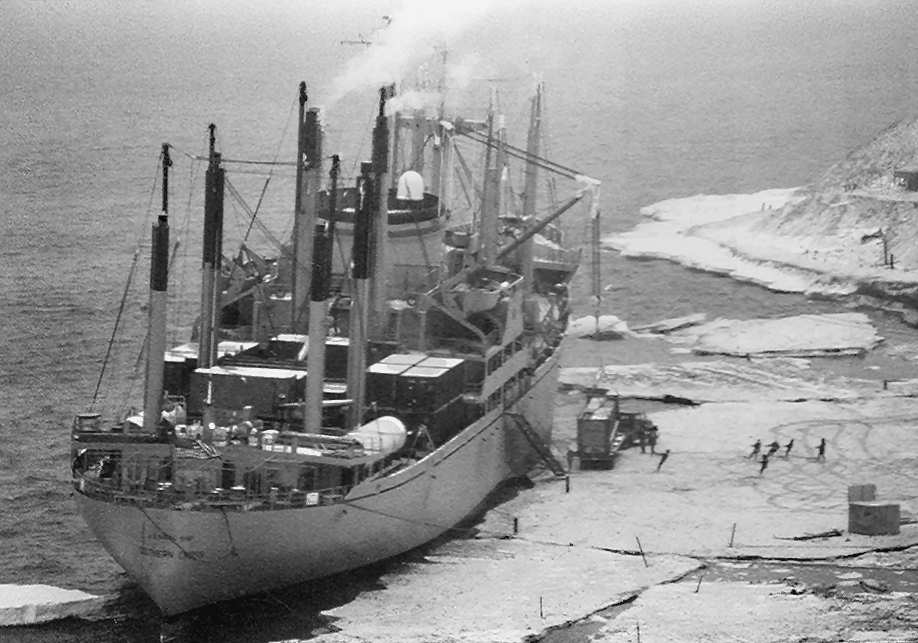
رصيف جليدي خلال عمليات الشحن عام 1983. محطة ماكموردو في أنتاركتيكا

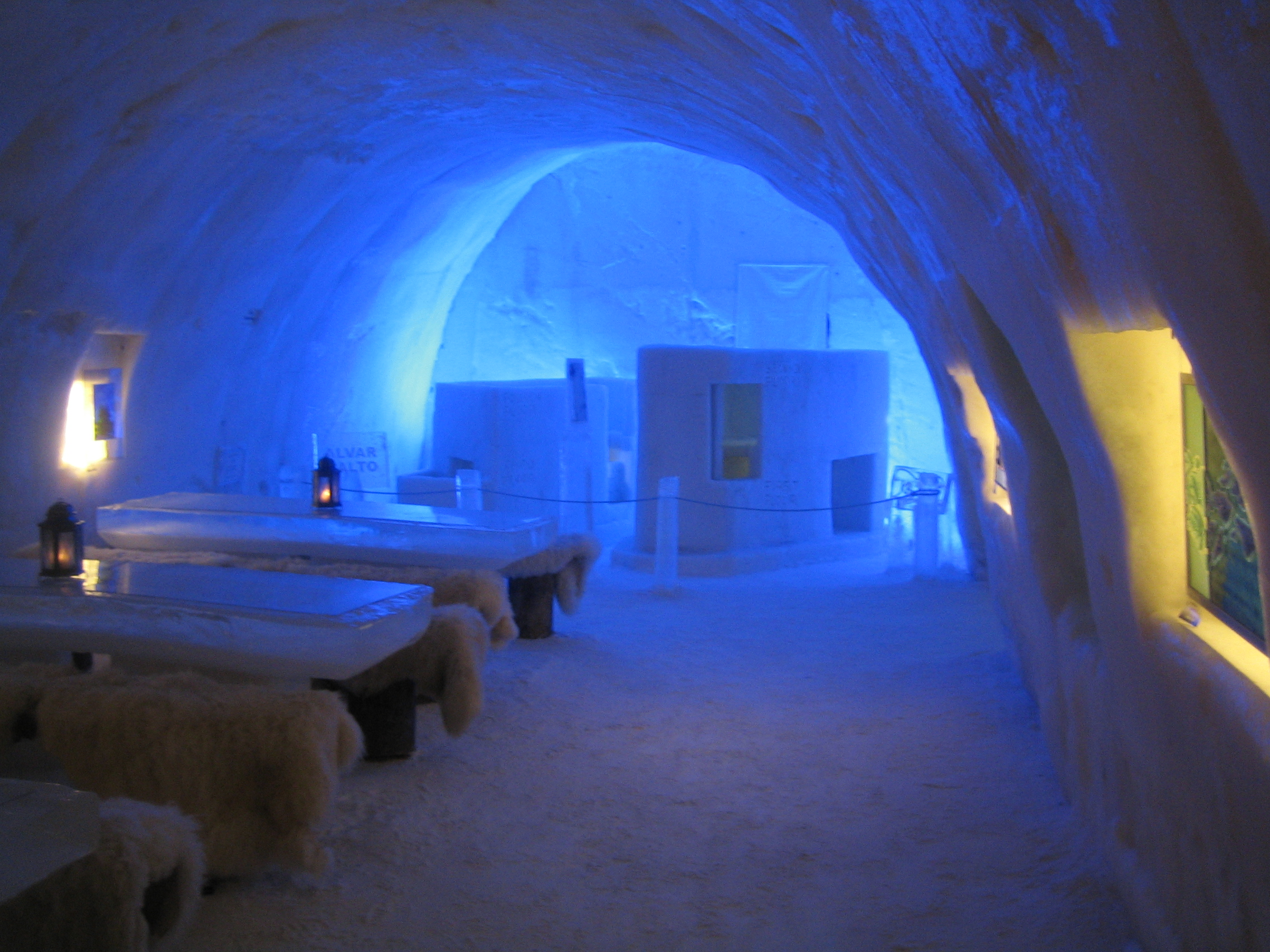
غرفة طعام مصنوعة من الثلج في الفندق الجليدي قلعة الثلج (SnowCastle) بكيمي في فنلندا

#### كمادة هيكلية
- استخدم المهندسون القوة الكبيرة لحزمة الجليد عندما قاموا ببناء أول رصيف جليدي عائم في القارة القطبية الجنوبية في عام 1973.[21] وتستخدم أرصفة الجليد هذه أثناء عمليات الشحن لتحميل وتفريغ السفن. أفراد عمليات الأسطول يصنعون الرصيف العائم خلال فصل الشتاء. إنها تعتمد على مياه البحر المجمدة التي تحدث بشكل طبيعي في ماكموردو ساوند (McMurdo Sound) حتى يصل الرصيف إلى عمق حوالي 22 قدمًا (6.7 م). فالأرصفة الجليدية لها عمر من ثلاث إلى خمس سنوات.
- تُبنى الهياكل والتماثيل الجليدية من قطع كبيرة من الجليد أو عن طريق رش الماء.[22] والهياكل في الغالب تزيينية (كما في حالة القلاع الجليدية)، وليست عملية للسكن طويل الأجل. وتوجد فنادق الجليد على أساس موسمي في عدد قليل من المناطق الباردة. والمبنى القباني هو مثال آخر على الهيكل المؤقت المصنوع أساسًا من الثلج.
- في المناخات الباردة يتم تحضير الطرق بانتظام في البحيرات المتجمدة ومناطق الأرخبيل. حتى أن سكة حديدية تم بناؤها مؤقتًا على الجليد.[22]
- خلال الحرب العالمية الثانية كان مشروع حبقوك أحد برامج الحلفاء الذي حقق في استخدام البيكريت (ألياف الخشب الممزوجة بالجليد) كمادة محتملة للسفن الحربية، وخاصة حاملات الطائرات، نظرًا للسهولة التي يمكن بها بناء سفينة محصنة ضد الطوربيدات. وسطح سفينة كبير يمكن بناؤه بواسطة الجليد. وقد تم بناء نموذج أولي صغير الحجم،[23] لكن الحاجة إلى مثل هذه السفينة في الحرب أزيلت قبل بنائها على نطاق واسع.
- تم استخدام الجليد حتى كمواد لمجموعة متنوعة من الآلات الموسيقية، على سبيل المثال من قبل عازف الإيقاع تيري إيسونغست (Terje Isungset).[24]

## «الجليد» من مواد أخرى
يشار أيضًا إلى المراحل الصلبة للعديد من المواد المتطايرة الأخرى بالجليد؛ بشكل عام يُصنف المتطاير على أنه جليد إذا كانت نقطة انصهاره أعلى أو حوالي 100 كلفن. وأفضل مثال معروف هو الثلج الجاف، وهو الشكل الصلب لثاني أكسيد الكربون.
يتم أيضًا تحقيق «التناظرية المغناطيسية» للجليد في بعض المواد المغناطيسية العازلة، حيث تحاكي اللحظات المغناطيسية موضع البروتونات في الجليد المائي، وتطيع قيود الطاقة المشابهة لقواعد جليد برنال فاولر الناشئة عن الإحباط الهندسي لتكوين البروتون في جليد الماء. وتسمى هذه المواد بالجليد الدوراني.